# شارلوت كيت فوكس
شارلوت كيت فوكس (بالإنجليزية: Charlotte Kate Fox)‏ هي ممثلة أمريكية، ولدت في 14 أغسطس 1985 في سانتا فيه في الولايات المتحدة.

## وصلات خارجية
- الموقع الرسمي
- شارلوت كيت فوكس على موقع IMDb (الإنجليزية)
- شارلوت كيت فوكس على موقع ميوزك برينز (الإنجليزية)
- شارلوت كيت فوكس على موقع قاعدة بيانات برودواي على الإنترنت (الإنجليزية)